# Partito Democratico-Contadino-Laburista del Minnesota
Il Partito Democratico-Contadino-Laburista (in inglese: Democratic-Farmer-Labor Party), abbreviato solitamente in DFL, è un importante partito politico del Minnesota, affiliato locale del nazionale Partito Democratico. La sede del partito è a Saint Paul, capitale dello stato.

## Storia
Il DFL fu creato il 15 aprile 1944 dalla fusione tra il Partito Democratico del Minnesota e il Partito Contadino-Laburista. I promotori della fusione furono Elmer Kelm, al tempo capo del Partito Democratico del Minnesota e Presidente fondatore del partito DFL, Elmer Benson, carismatico leader Contadino-Laburista nonché maggior rappresentante della sinistra locale, e il democratico Hubert Humphrey, che aveva presieduto il comitato di fusione e che in seguito si candidò alle elezioni presidenziali statunitensi del 1968.
Orville Freeman fu il primo governatore del DFL eletto in Minnesota nel 1954. Tra i più importanti membri del partito erano inclusi il sindaco di Minneapolis Hubert Humphrey e il Procuratore generale del Minnesota Walter Mondale, che continuarono ad essere per lungo tempo senatori, vicepresidenti degli USA e infruttuosi candidati democratici per la Presidenza degli Stati Uniti (Humphrey nel 1968 e Mondale nel 1984). Altri membri di rilievo erano anche Eugene McCarthy, un senatore che corse per la nomination alla Presidenza democratica nel 1968 come candidato contrario alla guerra del Vietnam, Paul Wellstone, senatore dal 1991 al 2002, icona del progressismo pacifista e più recentemente Tim Walz, Governatore dello Stato dal 2019 e candidato alla vice-presidenza nelle Elezioni presidenziali del 2024, sostenitore del diritto all'aborto e promulgatore della legge che consente l'uso di cannabis ricreativa nel Minnesota. 

## Membri del partito in ruoli ufficiali

### Membri del Congresso

#### Senato
- Amy Klobuchar
- Tina Smith

#### Camera dei rappresentanti
- 2º distretto: Angie Craig
- 3º distretto: Dean Phillips
- 4º distretto: Betty McCollum
- 5º distretto: Ilhan Omar

### Ruoli statali
- Governatore: Tim Waltz
- Vicegovernatore: Peggy Flanagan
- Segretario di Stato: Steve Simon
- Tesoriere: Julie Blaha
- Procuratore generale: Keith Ellison

### Assemblea Statale
- Leader di minoranza del Senato statale: Tom Bakk
- Presidente della Camera dei rappresentanti statale: Melissa Hortman
- Leader della maggioranza nella Camera dei rappresentanti statale: Ryan Winkler

## Attuale Leadership
- Presidente: Ken Martin
- Vicepresidente: Marge Hoffa
- Segretario: Jacob Grippen
- Tesoriere: Tyler Moroles
- Coordinatore: Shivanthi Sathanandan